# Dead Cities, Red Seas & Lost Ghosts
Dead Cities, Red Seas & Lost Ghosts è il secondo album registrato in studio dal gruppo musicale francese M83. L'album uscì inizialmente in Europa il 14 aprile 2003 per l'etichetta Gooom, quindi in Nord America il 27 luglio 2004 per la Mute. La copertina è un'opera di Justine Kurland intitolata Snow Angels. È stato l'ultimo album cui ha collaborato Nicolas Fromageau, fondatore del gruppo con Anthony Gonzalez.
L'edizione nordamericana dell'album contiene un CD bonus, con cinque tracce addizionali e i video completi dei singoli Run into Flowers e America.
La traccia Unrecorded compare nel trailer del film del 2004 I guardiani della notte.

## Singoli
Nel dicembre 2003 la Gooom ha pubblicato in Francia 0078h, un singolo comprendente 0078h, una versione live di Gone e la cover di In Church ad opera di Cyann & Ben. Quest'ultima è stata anche usata nel film Vero come la finzione del 2006.

## Critica
L'album ha ricevuto un'ottima accoglienza dalla critica. Nell'agosto 2009 Pitchfork lo ha piazzato al 188º posto nella sua lista dei migliori album degli anni duemila.

## Tracce
Testi e musiche di Anthony Gonzalez e Nicolas Fromageau, eccetto dove indicato.
1. Birds - 0:53
2. Unrecorded - 4:11
3. Run into Flowers - 4:09 (A.Gonzalez, N.Fromageau, Benoît de Villeneuve)
4. In Church - 3:58
5. America - 3:06
6. On a White Lake, Near a Green Mountain - 4:43
7. Noise - 3:54
8. Be Wild - 3:19 (A.Gonzalez)
9. Cyborg - 3:48
10. 0078h - 4:01 (A.Gonzalez, N.Fromageau, Morgan Daguenet)
11. Gone - 6:07
12. Beauties Can Die - 14:38 (A.Gonzalez) - Il brano Beauties Can Die dura 9:20. Dopo 2 minuti di silenzio (9:20 - 11:20), inizia una traccia nascosta (11:20 - 14:38).

CD bonus
1. Tsubasa - 4:09
2. God of Thunder - 5:55
3. In Church (Cyann & Ben Cover) - 7:05
4. Gone (Live) - 5:50
5. Dead Cities, Red Seas & Lost Ghosts - 17:42
6. Run into Flowers (Video)
7. America (Video)